# Brian Ferneyhough
Brian John Peter Ferneyhough (Coventry, 16 de janeiro de 1943) é um compositor inglês contemporâneo. A sua música é complexa e muito distinta quando interpretada [carece de fontes?].

## Vida e Obra
Ferneyhough nasceu em Coventry e recebeu formação musical formal na Birmingham School of Music e da Royal Academy of Music de 1966-67, onde estudou com Lennox Berkeley. Ferneyhough foi premiado com a Mendelssohn Scholarship em 1968 e se mudou para a Europa continental para estudar com Ton de Leeuw em Amsterdam, e mais tarde com Klaus Huber, em Basileia. [carece de fontes?]
Entre 1973 e 1986 lecionou composição na Hochschule für Musik Freiburg, Alemanha. 
O Royan Festival de 1974 viu a estréia de Cassandra's Dream Song, o primeiro de várias peças para flauta solo, bem como a Missa Brevis, escrito por 12 cantores. Em 1975, o desempenho de seu trabalho para grande ensemble de 'Transit e Time and Motion Study III foram dadas, a peça antiga que está sendo atribuído um prémio Koussevitzky, o último realizado no Festival de Donaueschingen. Em muitos desses eventos foi emparelhado com o compositor britânico companheiro, Michael Finnissy, a quem ele se tornou amigo durante seus dias de estudante.  Em 1984, foi dado o título Chevalier de l'Ordre des Arts et des Lettres. Acadia New Music Festival: Shattering the Silence
Entre 1987 e 1999, foi professor de música na University of California at San Diego. Em 2000, ele se tornou professor William H. Bonsall em Música na Stanford University. Para o ano de 2007-08 acadêmica, foi professor visitante na Harvard University Departamento de Música. Entre 1978 e 1994 foi professor Ferneyhough composição no Darmstädter Ferienkurse e, desde 1990, já dirigiu um mastercourse anual no Royaumont Fondation na França.
Em 2007, recebeu o Ferneyhough Ernst von Siemens Music Prize pelo conjunto da obra.  Em 2009, foi nomeado membro estrangeiro da Royal Swedish Academy of Music.